# Moayad Ajan
Moayad Samir Ajan (tiếng Ả Rập: مؤيد سمير عجان ) (sinh ngày 16 tháng 2 năm 1993 ở Syria) là một cầu thủ bóng đá người Syria. Hiện tại anh thi đấu cho Al-Wahda tại Giải bóng đá ngoại hạng Syria.

## Bàn thắng quốc tế
Bàn thắng và kết quả của Syria được để trước:
| # | Thời gian           | Địa điểm                          | Đối thủ     | Bàn thắng | Kết quả | Giải đấu                      |
| - | ------------------- | --------------------------------- | ----------- | --------- | ------- | ----------------------------- |
| 1 | 11 tháng 6 năm 2015 | Sân vận động Samen, Mashhad, Iran | Afghanistan | 3–0       | 6–0     | Vòng loại FIFA World Cup 2018 |

## Danh hiệu

### Câu lạc bộ
Al-Quwa Al-Jawiya
- Cúp bóng đá Iraq: 2015–16

Zamalek SC
- Cúp bóng đá Ai Cập (1): 2017–18

### Quốc tế
- WAFF Championship: 2012